# Abicheca
Abicheca (também Abhicheka, Abhishek, entre outras transliterações) é um termo sânscrito comparável à puja, Yagya e arati que denota: a atividade devocional; um promulgada oração, rito de passagem, rito ou ritual religioso. É um ritual comum a todos os credos oriundos do Dharma, tais como Hinduísmo, Budismo, Bon e Jainismo.
Na Índia, é celebrada ordinariamente em acção de graças por um herói vitorioso, consistia numa aspersão com água do Ganges e em oferendas. Com o tempo, esse nome se estendeu a todas as oferendas acompanhadas de água ou mesmo de qualquer outro líquido.